# BUNCH
BUNCH, acrónimo de Burroughs, UNIVAC, NCR, Control Data, Honeywell, era el término con el que se conocía en los años 1960 al grupo de empresas capaces de competir con el claro e indiscutible monopolio de IBM en el mercado de las grandes computadoras.
El dominio de IBM suponía alrededor de un 70% del mercado. Intentaba mantener esta posición instalando laboratorios de investigación en EE. UU. y Europa acerca de distintos aspectos relacionados con los ordenadores. La competencia también intentaba a veces avanzarse a IBM, pero cuando lo conseguía, el gigante azul adoptaba la tecnología y los proyectos de la competencia acostumbraban a sucumbir. Los ordenadores de esta época eran adquiridos la mayor parte por la administración norteamericana y, sobre todo, por la NASA para su proyecto de enviar el hombre a la Luna. IBM era el principal suministrador de estos equipos.
Tras el gigante azul IBM se situaba Univac (ya denominado Sperry Rand).
En esta época se hablaba de Blancanieves (IBM) y los siete enanitos (Control Data, Honeywell, UNIVAC, RCA, Burroughs, General Electric y NCR). Blancanieves se veía periódicamente ante los tribunales en procesos antimonopolio iniciados por alguno de los enanitos o por el propio gobierno federal.
A principios de los 70 General Electric y RCA abandonan el negocio de ordenadores, dando lugar a un nuevo término para designar a los competidores de IBM: BUNCH (Burroughs, UNIVAC, NCR, Control Data, Honeywell).
Bunch se podría traducir como pandilla. Muchas de estas empresas, si no todas, fueron puntales en sus respectivos campos y causaron más de un dolor de cabeza a la madre de todos los huevos (IBM).
- Datos: Q797095